# Tenuiphantes wunderlichi
Tenuiphantes wunderlichi es una especie de araña araneomorfa del género Tenuiphantes, familia Linyphiidae. La especie fue descrita científicamente por Saaristo & Tanasevitch en 1996.
El prosoma, las patas, quelíceros y maxilares son de color marrón amarillento. La longitud del cuerpo del macho es de 2,16 milímetros y de la hembra 2,41 milímetros. La especie se distribuye por Turquía.